# Opuntia cochenillifera
Espèce
Statut CITES

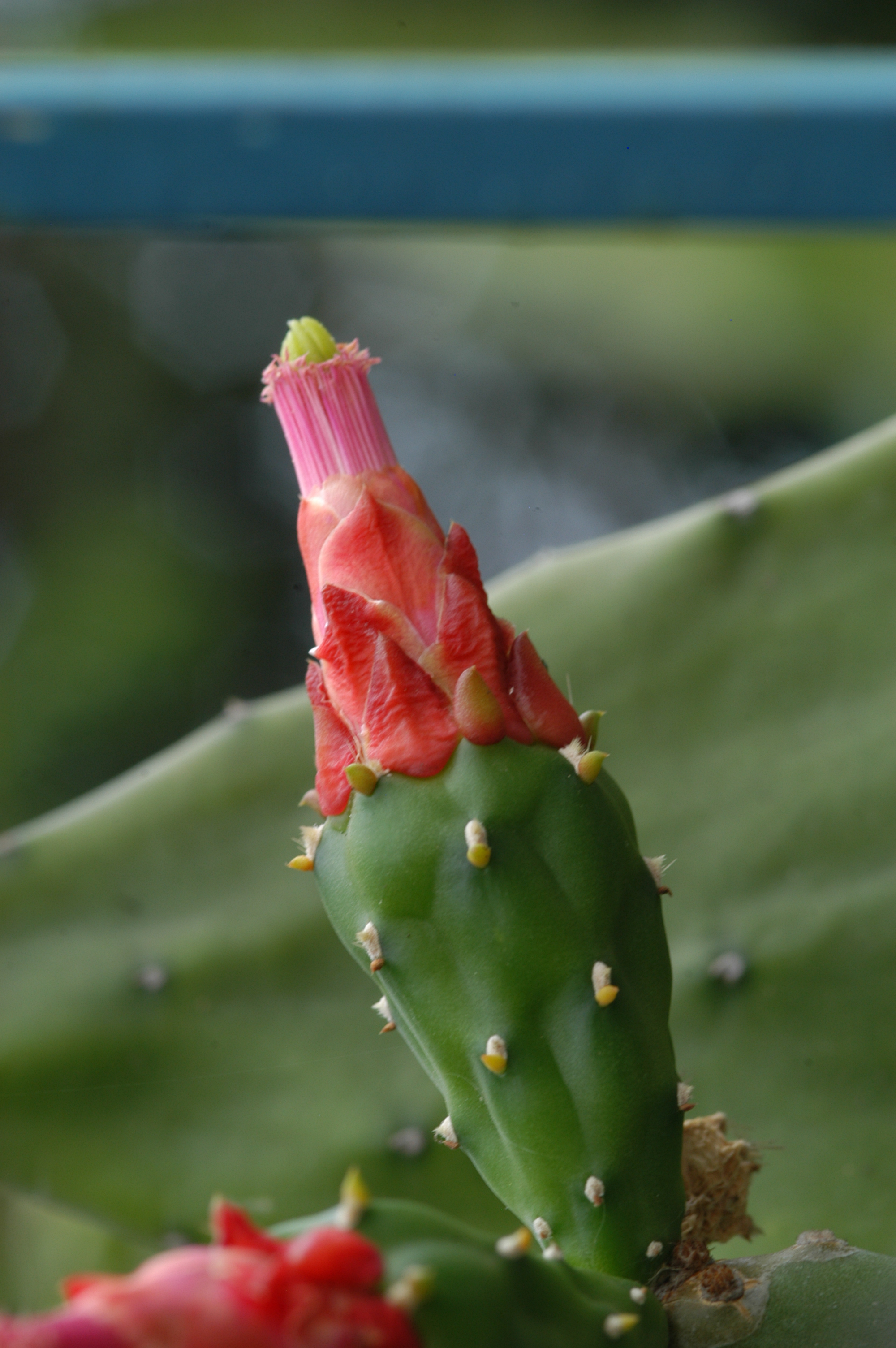
Fleur.

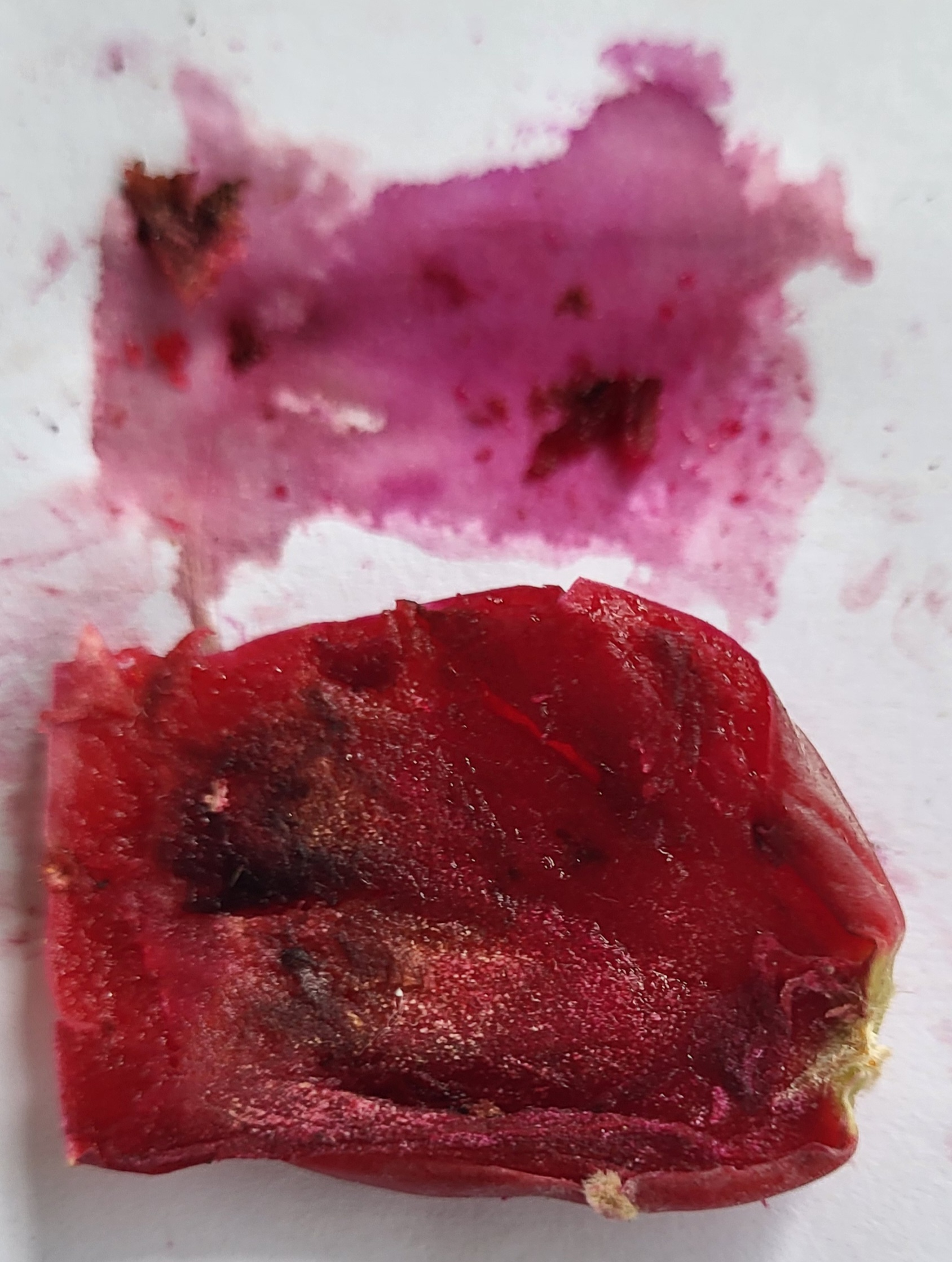
Intérieur d'un fruit et trace du colorant pourpre produit par cette espèce

Opuntia cochenillifera est une espèce de plante à fleurs de la famille des Cactaceae. Il est aussi appelé nopal chamacuero, nopal de la cochenille, thon espagnol ou tunita ou cochenille.  

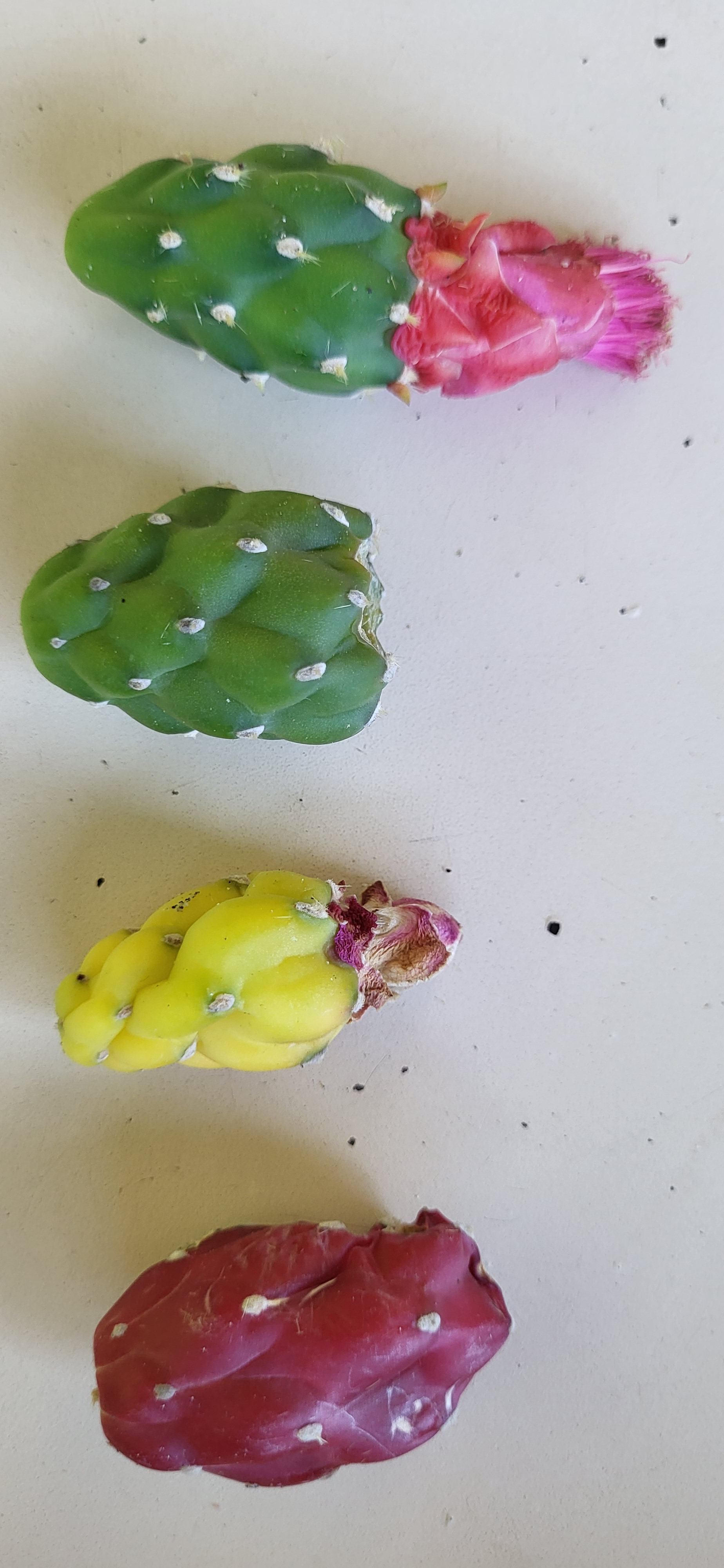
Fleurs et fruits à différents stades.

La première description a été faite en 1753 par Carl Linnaeus, sous le nom de Cactus cochenillifer. Philip Miller l’a rebaptisée Opuntia cochenillifera en 1768. C'est une plante succullente qui se développe principalement dans le désert ou les milieux arbustifs secs. Il est utilisé comme aliment pour les animaux, comme médicament, pour l'environnement et pour l'alimentation.

## Description
C'est un arbuste succulent à feuilles persistantes ou un petit arbre de 4 à 5 m de haut avec un fût pouvant atteindre 20 cm de diamètre. Les tiges sont principalement dépourvues d’épines, probablement du à un élevage sélectif pour rendre les plantes plus faciles à récolter.

## Habitat
L’aire de répartition indigène de cette espèce est le Mexique. Il pousse principalement dans le désert ou le biome des arbustes secs. Endémique de l'Altiplano du Mexique. Il pousse aussi dans le centre et le sud du pays. On le trouve surtout dans les champs et les sols sablonneux ou calcaires.
Il est également présent maintenant en Amérique centrale,  aux Bahamas, au Bangladesh, au Benin, en Bolivie, au Brésil, aux Caraïbes, en Chine en Colombie, à Costa Rica, à Cuba, en République dominicaine, aux iles Fidji, en Floride, au Guatemala, en Guinée, à Haiti, à Hawaï, au Honduras, en Inde, à la Jamaïque, en Birmanie, à Panama, à Porto Rico, au Sénégal, au Soudan, en Tanzanie, à Trinidad-Tobago, à Tuamotu, au Venezuela, aux Antilles, au Viêt Nam et dans de nombreuses îles tropicales.

## Utilisation
C’est un arbuste succulent. Il est utilisé comme aliment pour animaux, médicament et nourriture pour les invertébrés. Il a aussi des utilisations environnementales et pour l’alimentation.
La plante a des fruits et des tiges comestibles, qui sont cueillis dans la nature pour un usage local. Dans le passé, la plante était souvent cultivée comme plante hôte pour les cochenilles Dactylopius coccus. Ces insectes étaient ensuite récoltés, tués et transformés en cochenille à colorant rouge. Les colorants synthétiques ont presque totalement usurpé cet usage, bien que la plante soit encore souvent cultivée, mais uniquement comme plante ornementale et de haie.
Les fruits et les cladodes sont utilisés en médecine populaire.
Les sections aplaties de la tige sont utilisées en cataplasme pour traiter les mycoses (infections fongiques de la peau) et les fièvres.
Les branches grillées sont tranchées et appliquées en cataplasme pour soulager les douleurs, les gonflements et les sensations de brûlure localisées résultant de la filariose.
La tige râpée, mélangée à de la farine de maïs et à de la graisse molle, est chauffée pour une application externe afin de soulager les rhumes de poitrine et la fièvre associée à la pneumonie.
Les coussinets sont chauffés et placés sur le front comme rafraîchissement.
La sève de la plante est utilisée dans le traitement des rhumes et des sifflements des bébés.
Les feuilles sont utilisées dans le traitement des problèmes de rate. 

### Dangers connus
Les espèces de ce genre ont généralement de nombreux glochides (poils) finement barbelés qui sont facilement délogés lorsque la plante est touchée et ils se collent ensuite à la peau où ils sont difficiles à voir et à enlever. Ils peuvent causer un inconfort considérable.

## Écologie
Contrairement à la plupart des espèces d’Opuntia, O. cochenillifera est pollinisé par les colibris,.

## Systématique
Le nom correct complet (avec auteur) de ce taxon est Opuntia cochenillifera (L.) Mill..
L'espèce a été initialement classée dans le genre Cactus sous le basionyme Cactus cochenillifer L..
Dénommé également raquette plate. Ce taxon porte en français aussi les noms vernaculaires ou normalisés suivants :  nopal, rachette et figuier de Barbarie qui est aussi le nom de Opuntia ficus-indica,
Opuntia cochenillifera a pour synonymes :
- Cactus campechianus Thierry ex Steud.
- Cactus coccinellifer Steud.
- Cactus cochenillifer L.
- Cactus cochenillifer Sessé & Moc.
- Cactus cochenillifer Sessé & Moc. ex DC.
- Cactus cochenillifera L.
- Cactus subinermis Link
- Cactus subinermis Link ex Steud.
- Nopalea brittonii var. variegata Houghton
- Nopalea brittonii Houghton
- Nopalea coccinellifera (L.) Salm-Dyck
- Nopalea cochenillifera subsp. cochenillifera
- Nopalea cochenillifera subsp. parvior Sastre & F.Sastre, 1998
- Nopalea cochenillifera (L.) A.Lyons, 1900
- Nopalea cochenillifera (L.) Salm-Dyck
- Nopalea nuda Backeb.
- Opuntia coccinellifera Steud.
- Opuntia cochinellifera (L.) Mill.
- Opuntia magnifolia Noronha
- Opuntia nuda (Backeb.) G.D.Rowley
- Opuntia subinermis Link
- Opuntia subinermis Link ex Steud.